# Bronwyn Thompson
Bronwyn Thompson, född den 29 januari 1978, är en australisk friidrottare som tävlar i längdhopp.
Thompson deltog vid Olympiska sommarspelen 2000 där hon blev utslagen i kvalet. Vid VM 2003 var hon i final och slutade sjua efter ett hopp på 6,48. Vid Olympiska sommarspelen 2004 slutade hon fyra efter att ha hoppat 6,96. Ännu bättre gick det vid Samväldesspelen 2006 då hon vann guld efter att ha hoppat 6,97. Hon avslutade det året med att bli tvåa vid IAAF World Athletics Final i Stuttgart.
Vid såväl VM 2007 och vid olympiska sommarspelen 2008 deltog hon men blev utslagen i försöken.  

## Personliga rekord
- Längdhopp - 7,00 meter